# Keplerjevi zakoni
Képlerjevi zakóni so eksperimentalno pridobljeni zakoni, ki opisujejo gibanje planetov okrog Sonca. Na osnovi svojih meritev ter meritev de Braheja jih je v letih 1609 (prvi in drugi zakon) ter 1618 (tretji zakon) zapisal nemški astrolog, astronom in matematik Johannes Kepler.
1. Planet se okrog Sonca giblje po elipsi, tako, da je Sonce v enem od gorišč elipse.
2. Zveznica med Soncem in planetom opiše v enakih časih enake ploščine. Planet se v bližini Sonca giblje hitreje kot v večji oddaljenosti. Zakon je znan tudi pod imenom izrek o ploščinski hitrosti in velja na splošno za vsa centralna gibanja.
3. Količnik kvadrata siderične periode T in kuba velike polosi elipse a je za vse planete enak:

{\displaystyle {\frac {T^{2}}{a^{3}}}={\textrm {konst}}\!\,.}
Keplerjevi zakoni ne veljajo le za gibanje planetov okrog Sonca, ampak splošno za kroženje lažjega telesa okrog dosti masivnejšega telesa, npr. satelita okrog planeta.
Keplerjeve izkustvene zakone se da izpeljati iz Newtonovega splošnega gravitacijskega zakona.
Konstanta v tretjem Keplerjevem zakonu, ki se imenuje tudi Keplerjeva konstanta, je enaka 1 (sidersko leto)2(astronomska enota)−3 ali 2,9747250431×10−19 s2m−3.

## Galilejeva oblika tretjega Keplerjevega zakona
3. Keplerjev zakon je z obratnimi vrednostmi povprečnih hitrosti razširjeno zapisal Galilei leta 1638 v svojem zadnjem pomembnem delu Dvogovor o dveh glavnih svetovnih sestavih, Ptolemejevem in Kopernikovem.

## Newtonova oblika tretjega Keplerjevega zakona
Kepler sam ni razumel, zakaj njegovi zakoni veljajo. Šele Newton je pokazal zakaj je tako. Newton je uvidel, da je njegov tretji zakon (1687) v zvezi s tretjim Keplerjevim zakonom v obliki:
{\displaystyle {\frac {T^{2}}{a^{3}}}={\frac {4\pi ^{2}}{\kappa (m_{1}+m_{2})}}={\frac {4\pi ^{2}}{\mu }}={\textrm {konst}}\!\,,}
kjer je:
- {\displaystyle T\!\,} siderična perioda telesa v letih,
- {\displaystyle a\!\,} velika polos telesa v a.e.,
- {\displaystyle m_{1}\!\,} masa prvega telesa,
- {\displaystyle m_{2}\!\,} masa drugega telesa,
- {\displaystyle \kappa \!\,} gravitacijska konstanta,
- {\displaystyle \mu \!\,} standardni težnostni parameter.